# María Ester Feres
María Ester de Lourdes Feres Nazarala (La Serena, 14 de febrero de 1943 - Santiago, 4 de agosto de 2021) fue una abogada y política chilena, militante del Partido Socialista (PS). Fue directora nacional del Trabajo entre los años 1994 y 2004, durante los gobiernos de Eduardo Frei Ruiz-Tagle y Ricardo Lagos Escobar.

## Biografía
Fue hija de José Feres Farah y Elena Nazarala Adatt. Estudió en la Facultad de Derecho de la Universidad de Chile, de donde egresó como abogada, desde donde se dedicó al estudio de materias laborales y a asesorar y defender al mundo sindical.
Estuvo casada con el también militante socialista, Juan Enrique Miquel Muñoz, con quien tuvo 2 hijos.

## Trayectoria pública

### Gobierno de la Unidad Popular y exilio
Durante el gobierno de la Unidad Popular (UP) trabajó en el Centro de Estudios Sindicales y Corporativos (CESCO) de la Universidad de Chile y asesoró a la Central Única de Trabajadores (CUT).
Tras el golpe de Estado de 1973 partió junto con su esposo, Juan Enrique Miquel Muñoz, y sus dos hijos exiliada en la República Federal Alemana. Fue funcionaria del Servicio de Compensación para Víctimas de la Guerra entre 1975 y 1986. Logró titularse en la Universidad Complutense de Madrid. Regresó al país en 1986, siendo asesora en materias jurídicas y de relaciones laborales de la Central Unitaria de Trabajadores (CUT) y de la Comisión Nacional Campesina.

### Directora Nacional del Trabajo
El 11 de marzo de 1994 fue designada como directora del Trabajo por el presidente Eduardo Frei Ruiz-Tagle, iniciando acercamientos de la Dirección con la Central Unitaria de Trabajadores (CUT) y la Agrupación Nacional de Empleados Fiscales (ANEF). Se mantuvo en el cargo durante todo el periodo presidencial del demócrata cristiano, tras la asunción del presidente Ricardo Lagos es ratificada en el cargo el año 2004.
El 27 de septiembre de 2004 funcionarios de la Dirección del Trabajo iniciaron un paro en busca del mejoramiento de las condiciones laborales del servicio. Ante esto, la jefa de servicio respaldó a los funcionarios y buscó el diálogo con los trabajadores, negociando con ellos el fin de la movilización, no hubo despidos; amenazas; ni llamados a Fuerzas Especiales. Tras 32 días de movilizaciones, el gobierno de Ricardo Lagos le ordenó descontar al sueldo de los trabajadores los días que el servicio estuvo paralizado, a lo que ella se negó, esto llevó a que el ministro del Trabajo y Previsión Social, Ricardo Solari, le solicitará su renuncia al servicio por orden directa del presidente, Ricardo Lagos.
Abandona la Dirección del Trabajo el 28 de octubre de 2004, finalizando con más de una década de su gestión. Entre los logros de esta se destacan la creación la Unidad de Defensa de Derechos Fundamentales en la Región Metropolitana, las Direcciones Regionales del Servicio, el Departamento de Relaciones Laborales, el Departamento de Estudios entre otros.

### Actividades posteriores
Tras su paso por el gobierno se desempeñó como consultora externa de diversas organizaciones internacionales tales como: Organización Internacional del Trabajo (OIT), Comisión Económica para América Latina (CEPAL), Fundación Friedrich Ebert, entre otras, además de haber sido directora del Centro de Relaciones Laborales, en la Facultad de Ciencias Económicas y Administrativas de la Universidad Central.

## Fallecimiento
Falleció en agosto de 2021 a la edad de setenta y ocho años. Durante sus últimos años sufrió una fibrosis pulmonar que complicó su estado de salud. Su fallecimiento provocó un gran pesar en los distintos sectores políticos y en el mundo sindical del país.